# Bitto (torrente)
Il Bitto è un torrente che scorre nella valle omonima, all'interno del parco delle Orobie Valtellnesi, in provincia di Sondrio. È composto da due rami, detti Bitto di Gerola e Bitto di Albaredo, che si uniscono circa 3.5 km prima di sfociare nel fiume Adda presso Morbegno. 
Dà il suo nome all'omonimo formaggio che viene prodotto in estate nelle sue valli.

## Bacino Idrografico
Il Bitto di Gerola è il ramo più lungo, considerato il principale. Scorre in val Gerola per circa 13 km, nei territori comunali di Gerola Alta, Bema, Pedesina e Rasura. Nella parte superiore del suo bacino idrografico si trovano diversi laghi alpini che lo alimentano, come quelli di Pescegallo, Trona, Rotondo e Inferno.
Il Bitto di Albaredo è lungo circa 10 km e scorre nella valle di Albaredo, attraversando i comuni di Albaredo per San Marco e Bema.
Il dosso di Bema fa da spartiacque dei due rami del Bitto.